# Loungers
Loungers è un film del 1996 diretto da Marc Forster, al suo esordio alla regia.

## Trama
Un musical surreale su un cantante di piano bar di bassa lega e donnaiolo.

## Produzione
Il film è nato perché l'attore Greg Lauren, nipote di Ralph e amico di Marc Forster, desiderava un ruolo da protagonista di spessore con cui ampliare il proprio portfolio. Forster, che all'epoca stava cercando di diventare un regista, ha approcciato il progetto «più come un divertissement [...] [che] un'opportunità di esprimersi artisticamente».
È stato girato in dieci giorni in un'unica casa a Los Angeles. Essendo un film a costo zero, tutti vi hanno lavorato a titolo gratuito. Il direttore della fotografia Roberto Schaefer, che Forster aveva incontrato sei mesi prima durante la produzione di un videogioco tie-in per Johnny Mnemonic di cui conosceva il regista, l'ha girato in Super 16 millimetri.

## Distribuzione
Il film è stato accettato alla 2ª edizione dello Slamdance Film Festival, un festival di cinema indipendente a Park City nato in contrapposizione al più famoso Sundance, venendovi presentato in anteprima nel gennaio 1996. Nonostante l'accoglienza molto positiva e l'avervi vinto il premio del pubblico, non è mai stato distribuito negli Stati Uniti o altrove per una questione di diritti musicali.

## Riconoscimenti
- 1996 - Slamdance Film Festival[2][6][7]
  - Premio del pubblico[1][7]
  - In concorso per il Gran premio della giuria[4][7]